# Galileo (ruimtesonde)

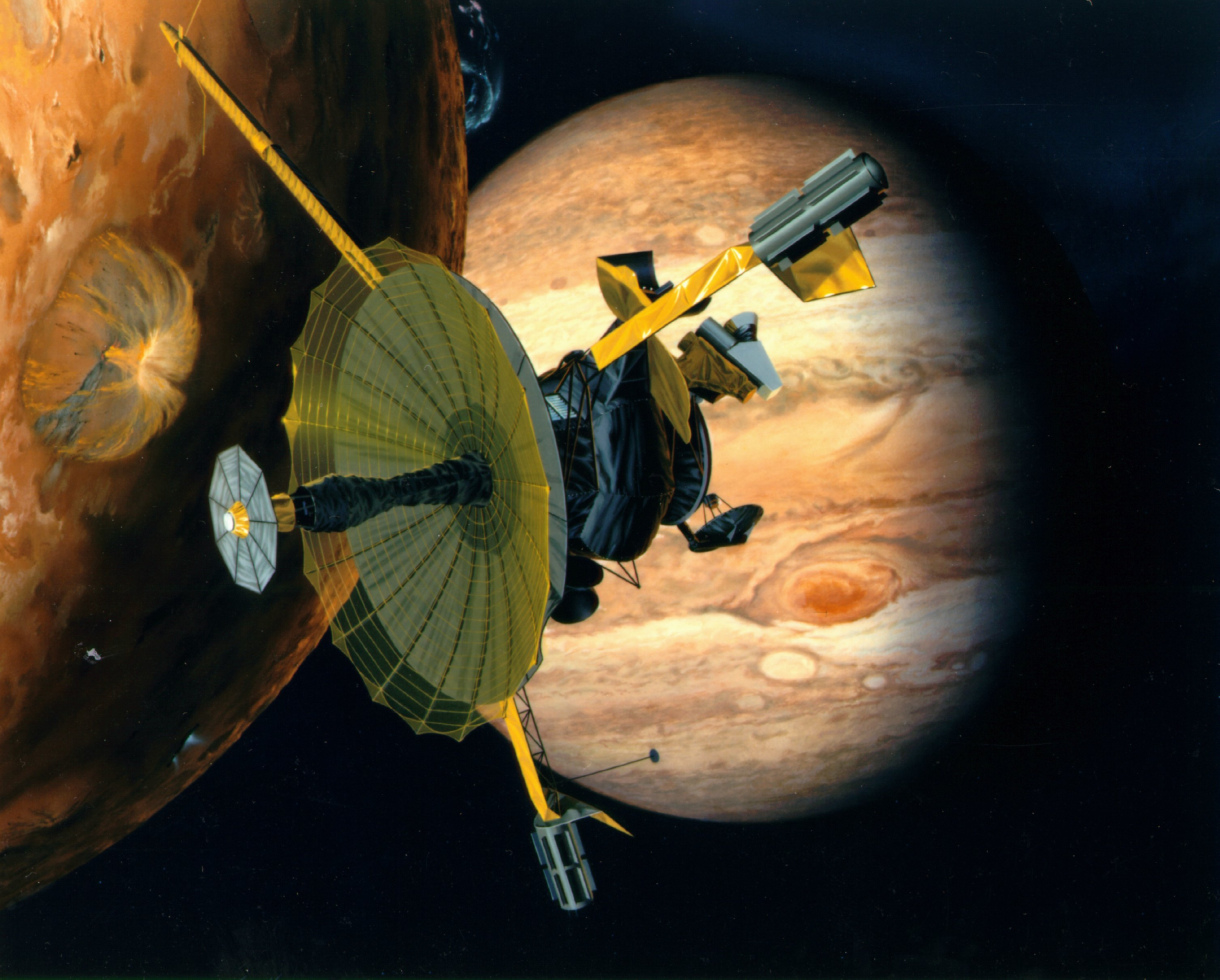
Galileo met Io en Jupiter (kunstenaarsimpressie)

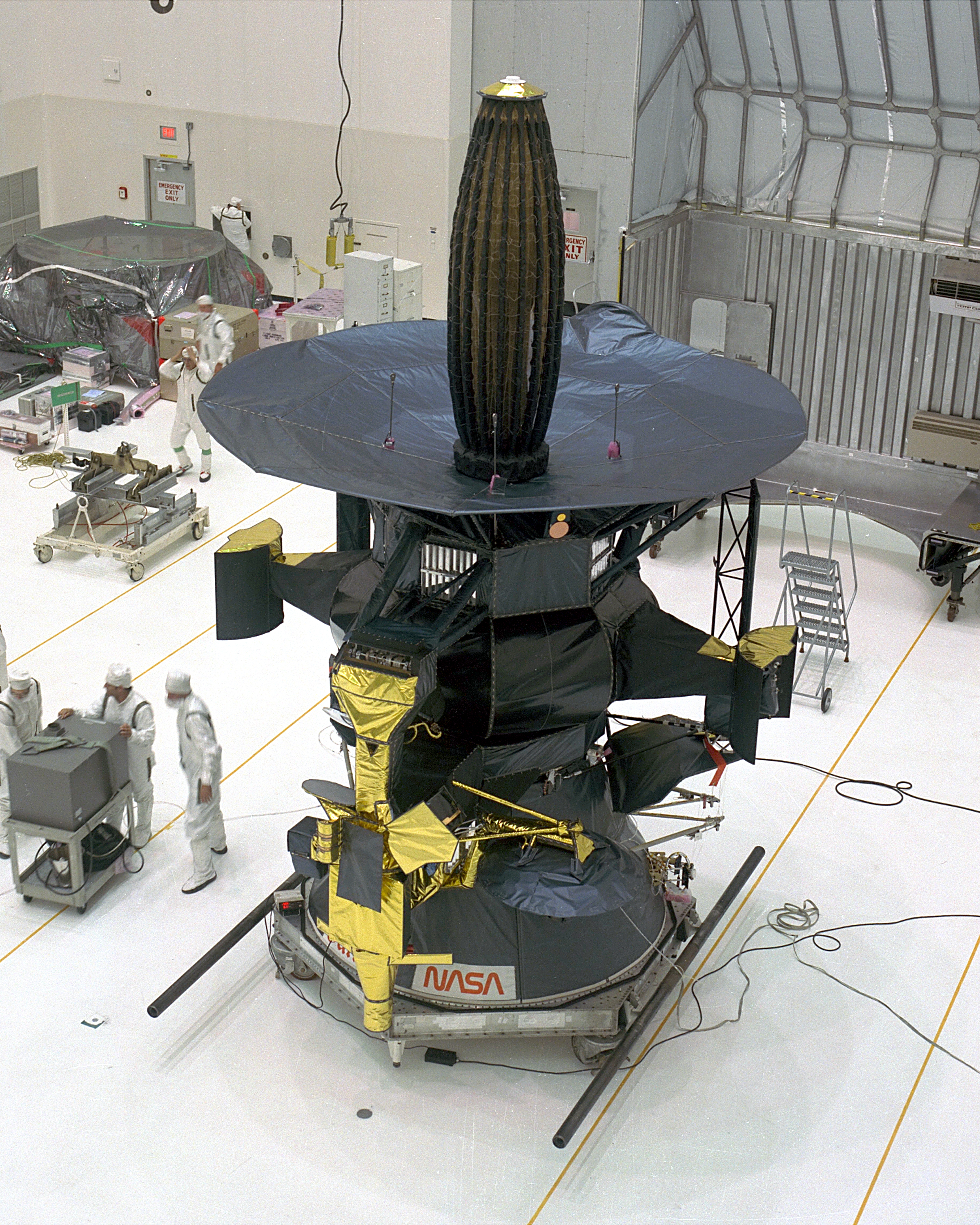
Galileo voor de lancering

De Galileo was een ruimtetuig dat op 18 oktober 1989 gelanceerd werd vanaf het Kennedy Space Center met de Spaceshuttle Atlantis (STS-34) met de bedoeling Jupiter en zijn manen te bestuderen. Galileo is vernoemd naar Galileo Galilei die in 1610 de 4 grote manen van Jupiter ontdekte door als een van de eersten een telescoop te gebruiken om de hemel te bekijken.
Galileo geldt als een van de succesvolste missies van de NASA ooit. Na het passeren van de planetoïde Gaspra in 1991 werd onderweg naar Jupiter in 1993 de eerste foto van een planetoïde (Ida) met een maan (Dactyl) genomen. Ook maakte Galileo de opnames van de grootste waargenomen explosie ooit op een planeet, toen in 1994 de komeet Shoemaker-Levi 9 insloeg op Jupiter met een kracht vele honderden malen sterker dan alle atoombommen op aarde bij elkaar.

## Reis

Galileo vliegt langs Jupiter

Galileo heeft zes jaar gedaan over de tocht naar Jupiter. Aanvankelijk zou Galileo in een rechtstreeks traject richting Jupiter vliegen. Door het ongeluk met de Spaceshuttle Challenger werden de veiligheidseisen echter flink aangescherpt en werd de Centaur-stuwmotor die Galileo zou gebruiken verboden. De nog wel toegestane stuwmotoren konden Jupiter niet bereiken. Om snelheid te winnen werd gebruikgemaakt van zwaartekrachtsslingers van de verschillende planeten en leidde de baan van Galileo via Venus (10 februari 1990) en twee keer langs de aarde (8 december 1990 en 8 december 1992). Na de tweede passage van de aarde vloog Galileo in drie jaar naar Jupiter. Op 7 december 1995 werd Jupiter bereikt.
13 juli 1995 splitste zich een atmosfeer-sonde af, die op 7 december 1995 in de atmosfeer van Jupiter afdaalde en via Galileo zijn metingen doorgaf aan de aarde.

## Manen

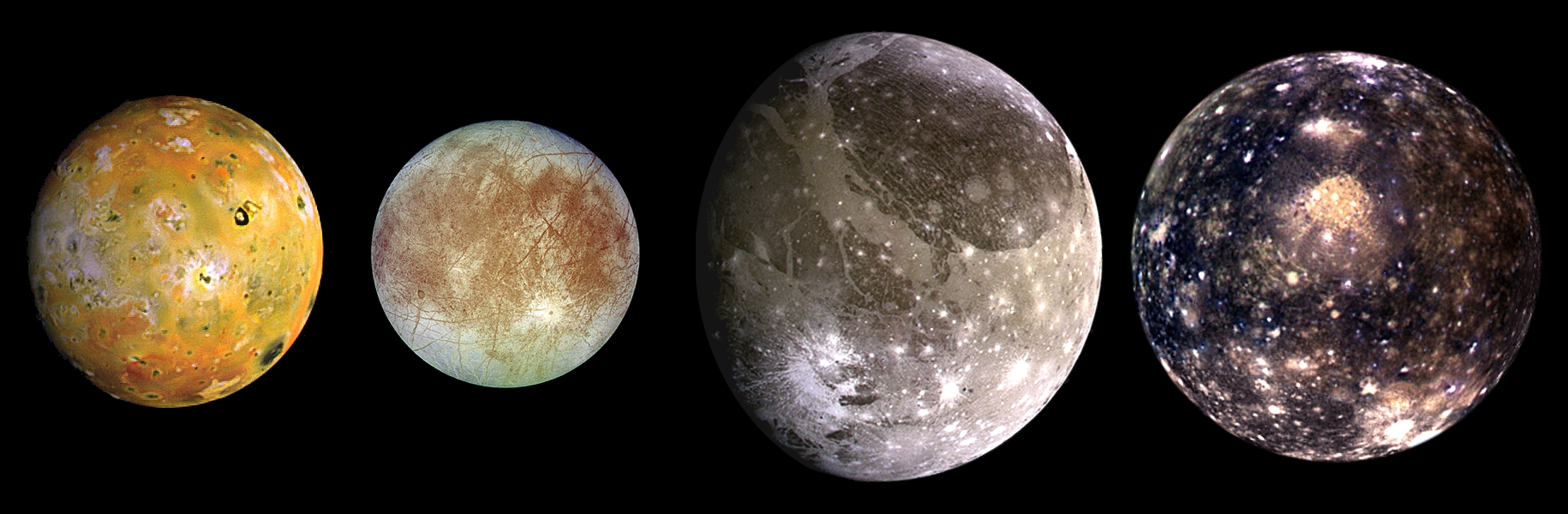
Opname van Io, Europa, Ganymedes en Callisto

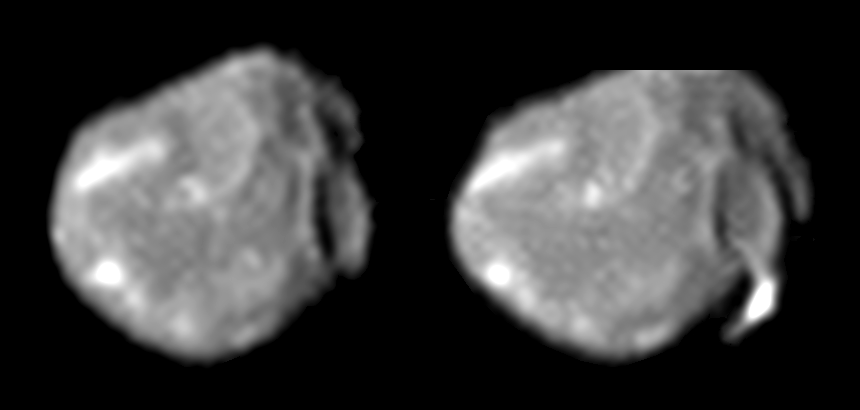
Opname van Amalthea

Behalve opnames van de Jupiter zelf, maakte Galileo ook veel opnames van de manen van Jupiter. Met name de opnames van de manen Io, het meest vulkanische hemellichaam in het zonnestelsel, Callisto en Europa zijn bijzonder spectaculair. Europa, met zijn dikke ijslagen, geldt sinds de passages van Galileo als de meest kansrijke plek binnen het zonnestelsel om buitenaards leven te vinden.

## Top 10 wetenschappelijke prestaties
1. De atmosferische afdaalsonde heeft gemeten wat de verhouding van de atmosferische elementen is en deze weken af van die op de Zon wat duidt op een evolutie van Jupiter sinds de planeet ontstaan is uit protoplanetaire stofwolk waar het zonnestelsel uit is ontstaan.
2. Galileo heeft voor het eerst ammoniakwolken in de atmosfeer van een andere planeet waargenomen. De atmosfeer lijkt ammoniakijsdeeltjes aan te maken uit materiaal van grotere diepte, dit komt alleen in nieuw gevormde wolken voor.
3. Io's overvloedige vulkanisme kan weleens 100 keer zo groot zijn als het aards vulkanisme. De warmte en frequentie van eruptie doen aan de oertijd van de aarde denken.
4. De complexe plasma-interacties in Io's atmosfeer maken elektrische stromen mogelijk en koppeling aan de atmosfeer van Jupiter.
5. De theorie dat er vloeibare oceanen onder het ijsoppervlak van Europa aanwezig zijn is bevestigd met bewijzen.
6. Ganymedes is de eerst bekende maan die een eigen magnetisch veld opwekt.
7. Galileo's magnetische gegevens leveren bewijs dat Europa, Ganymedes en Callisto een vloeibare zoutwaterlaag bevatten.
8. Er is bewijs dat Europa, Ganymedes en Callisto een dunne atmosfeer hebben, beter bekend als een 'oppervlakte-begrensde exosfeer'.
9. Jupiters ringenstelsel wordt gevormd door stof dat opgeworpen wordt als interplanetaire meteoriden zich in de vier binnenste manen boren. De buitenste ring bestaat eigenlijk uit twee ringen, de één ingebed in de ander.
10. Galileo was het eerste ruimtetuig dat zich lang genoeg in de magnetosfeer van een reuzenplaneet bevond om de globale structuur en dynamieken vast te stellen.

## Antenneproblemen
Aanvankelijk sloeg het noodlot toe en leek de missie grotendeels te gaan mislukken. Om warmteproblemen tijdens de passage van Venus te vermijden was de hoog-rendementsantenne ingeklapt. Toen men de antenne na de tweede passage van de aarde wilde openklappen bleek dit niet te lukken. De reserve laag-rendementsantenne kon eenmaal bij Jupiter echter niet meer dan 8 tot 16 bits per seconde versturen, hetgeen de hoeveelheid wetenschappelijke data die men kon versturen ernstig zou beperken, ook omdat het geheugen van de sonde te klein was om meerdere sets gegevens in afwachting van verzending op te slaan. De hoog-rendementsantenne zou voorzien in zo'n 134 kilobit per seconde.
Er werd een team communicatie-experts ingezet om een oplossing te vinden. Men besloot de software van de sonde te vervangen. Nieuw was dat er compressie op de gegevens werd toegepast, wat het mogelijk maakte zo'n 160 bit per seconde te versturen. Om de hoeveelheid te versturen informatie verder te beperken zou de software foto's ontdoen van oninteressante elementen, zoals de zwarte achtergrond gevuld met sterren. Verder had Galileo een bandrecorder aan boord die gebruikt zou worden om gegevens op te nemen van de atmosferische sonde die in de atmosfeer van Jupiter zou worden losgelaten. De nieuwe software ging de bandrecorder gebruiken om de gegevens die tijdens de passage van een hemellichaam gemaakt werden op te slaan en op momenten dat Galileo zich verder van Jupiter af bevond in alle rust af te spelen en naar de aarde te sturen.
Verwoede pogingen de hoog-rendementsantenne alsnog te openen faalden en Galileo moest de rest van zijn missie met de noodoplossing werken.

## Eind van de missie
In 2003 kwam er een einde aan Galileo: door jarenlange blootstelling aan de enorme ioniserende straling raakten de diodes in de bandrecorder van de sonde beschadigd. Bovendien raakte de brandstof op, waardoor op termijn de baan van Galileo niet meer gecontroleerd kon worden. Om zelfs de zeer kleine kans uit te sluiten dat de ruimtesonde bij een botsing met een van de manen van Jupiter het daar mogelijk aanwezige leven zou besmetten, werd besloten Galileo te pletter te laten storten op de planeet. Op 21 september om 21.49 uur Nederlandse tijd daalde Galileo als laatste onderdeel van zijn missie de dampkring van de gasplaneet Jupiter in. Daar werd het toestel door de enorme druk verpletterd.
In totaal heeft Galileo ongeveer 14.000 foto's teruggestuurd naar de aarde. De sonde heeft in totaal ruim 4,6 miljard kilometers afgelegd.